# Bayerische Staatsgemäldesammlungen
Bayerische Staatsgemäldesammlungen (Bavorské státní malířské sbírky) sdružují 5 mnichovských galerií a 14 galerií v dalších bavorských městech. S více než 30 000 artefaktů představují podstatnou část uměleckých sbírek Svobodného státu Bavorsko. Administrativní sekce Bayerische Staatsgemäldesammlungen se nachází v budově Neue Pinakothek v Mnichově. Sbírky spravují historici umění z různých oborů, přírodovědci a restaurátoři přidruženého Doernerova Institutu. Generálním ředitelem je od 1. dubna 2015 Bernhard Maaz.

## Historie
Nová galerie, původně sídlící v Novém zámku Schleißheim (Neue Schleißheim), byla postavena v letech 1777 až 1782 v zahradě rezidence Wittelsbachů. Roku 1799 vzniklo Ústřední ředitelství malířských sbírek ("Centralgemäldegaleriedirektion"), když se sbírky značně rozšířily o obrazárny Wittelsbachů v Mannheimu a Zweibrückenu. V letech 1826–1836 byla z iniciativy Ludvíka I. Bavorského (1786–1868) postavena Stará pinakotéka. Nová pinakotéka, postavená roku 1853, byla zničena koncem 2. světové války (1944–1945). Počátkem 19. století a s nástupem sekularizace se sbírky rozrostly převzetím obrazárny v Düsseldorfu. Moderní díla druhé poloviny 19. století byla vystavena od roku 1919 v Kunstausstellungsgebäude na Königsplatz, později nazývané “Neue Staatsgalerie" (nyní Staatliche Antikensammlungen).
Když roku 1931 shořel "Skleněný palác" ve staré botanické zahradě, pocházející z roku 1854, spojily se mnichovské umělecké spolky, aby vybudovaly novou výstavní budovou. Roku 1933 Adolf Hitler plány zrušil a rozhodl se vybudovat daleko větší Haus der Kunst, který měl být "chrámem německého umění". Po druhé světové válce sloužilo západní křídlo Haus der Kunst jako hlavní mnichovská výstavní galerie. Po přesunutí děl starých mistrů do obnovené Alte Pinakothek (1957) a děl 19. století v nově postavené Neue Pinakothek (1981), vznikla prozatímní "Státní galerie moderního umění" pro umění 20. století. V roce 2002 byla nově otevřena Pinakothek der Moderne pro sbírku moderního umění v bezprostřední blízkosti Alte Pinakothek a Neue Pinakothek v Kunstareal München. V roce 2009 bylo otevřeno Museum Brandhorst se sbírkou Udo a Anette Brandhorstových a ve stejném roce byla zpřístupněna sbírka rodiny Schack.
Výraz "Gemäldesammlungen" má jen omezenou platnost. Zatímco sbírky až do 18. století skutečně zahrnují pouze obrazy, v Neue Pinakothek lze nalézt i sochařská díla. Ve sbírkách 20. a 21. století mají klasické žánrové termíny podle pozměněného pojetí umění jen menší význam - kromě obrazů obsahuje sbírka moderního umění také fotografie, sochy, video a prostorové instalace.
Pobočkové galerie bavorských státních malířských sbírek sahají až do počátku 19. století, kdy se po sekularizaci v celém bývalém království hledaly alternativní prostory pro velký umělecký majetek státu. Některé z těchto galerií (např. Bamberg, Augsburg) jsou ještě starší než Alte Pinakothek.

### PIN.
PIN. (Freunde der Pinakotek der Moderne) je společnost založená v roce 1965, původně pod názvem „Galerie Association“. Spolek filantropů umožňuje realizovat ambiciózní výstavy, vzdělávací projekty a sbírkové akvizice. Od roku 1967 do roku 2003 byl členem PIN. sběratel moderního umění Christof Engelhorn, z jehož pozůstalosti získaly Bayerische Staatsgemäldesammlungen 58 exponátů.

## Muzea

### Mnichov
- Alte Pinakothek
- Neue Pinakothek
- Pinakothek der Moderne, zahrnuje
  - Sammlung Moderne Kunst (sbírka moderního umění)
  - Neue Sammlung (sbírka designu)
  - Architekturmuseum der Technischen Universität München
  - Staatliche Graphische Sammlung
- Museum Brandhorst
- Sammlung Schack

#### Budovy

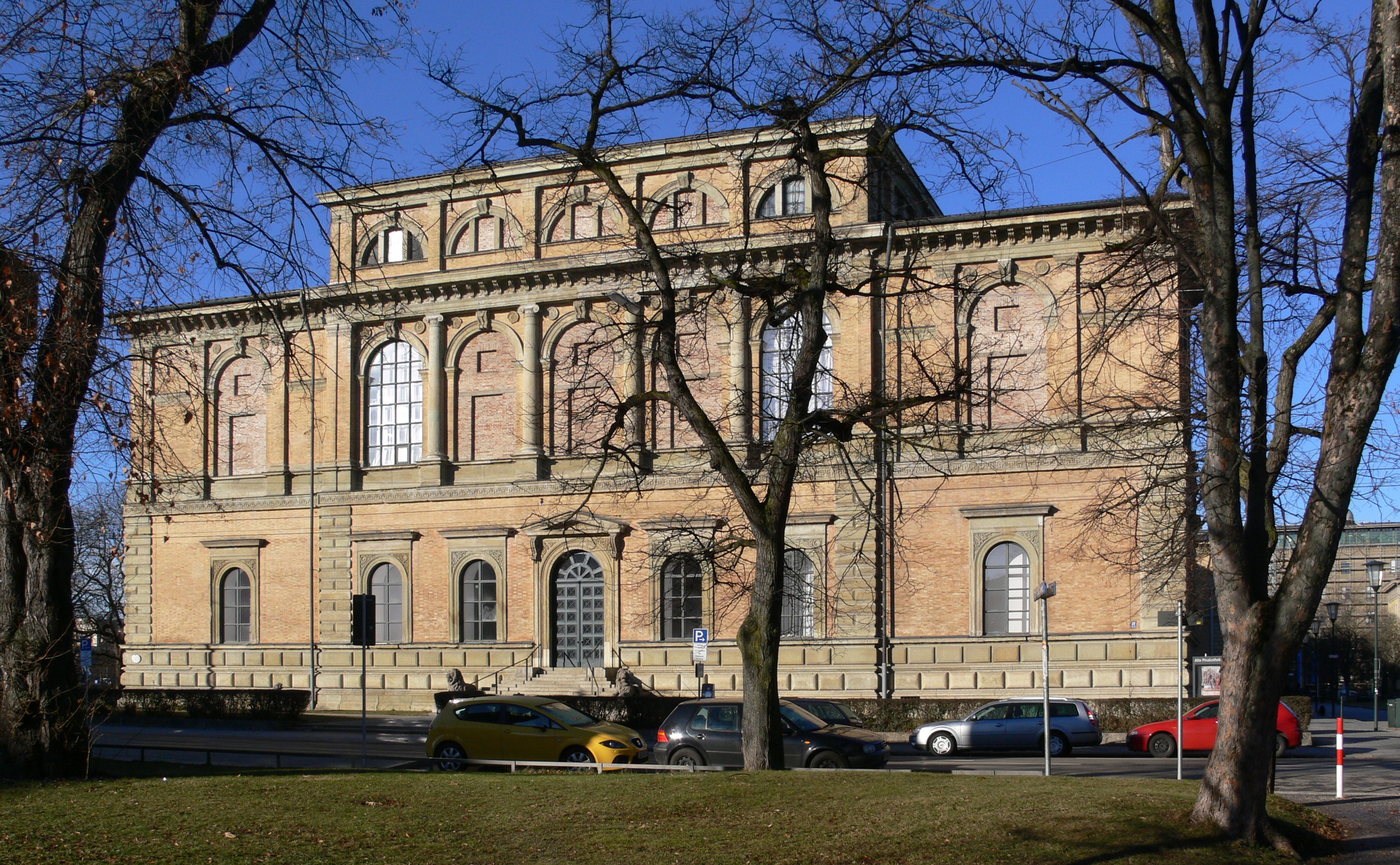
Alte Pinakothek
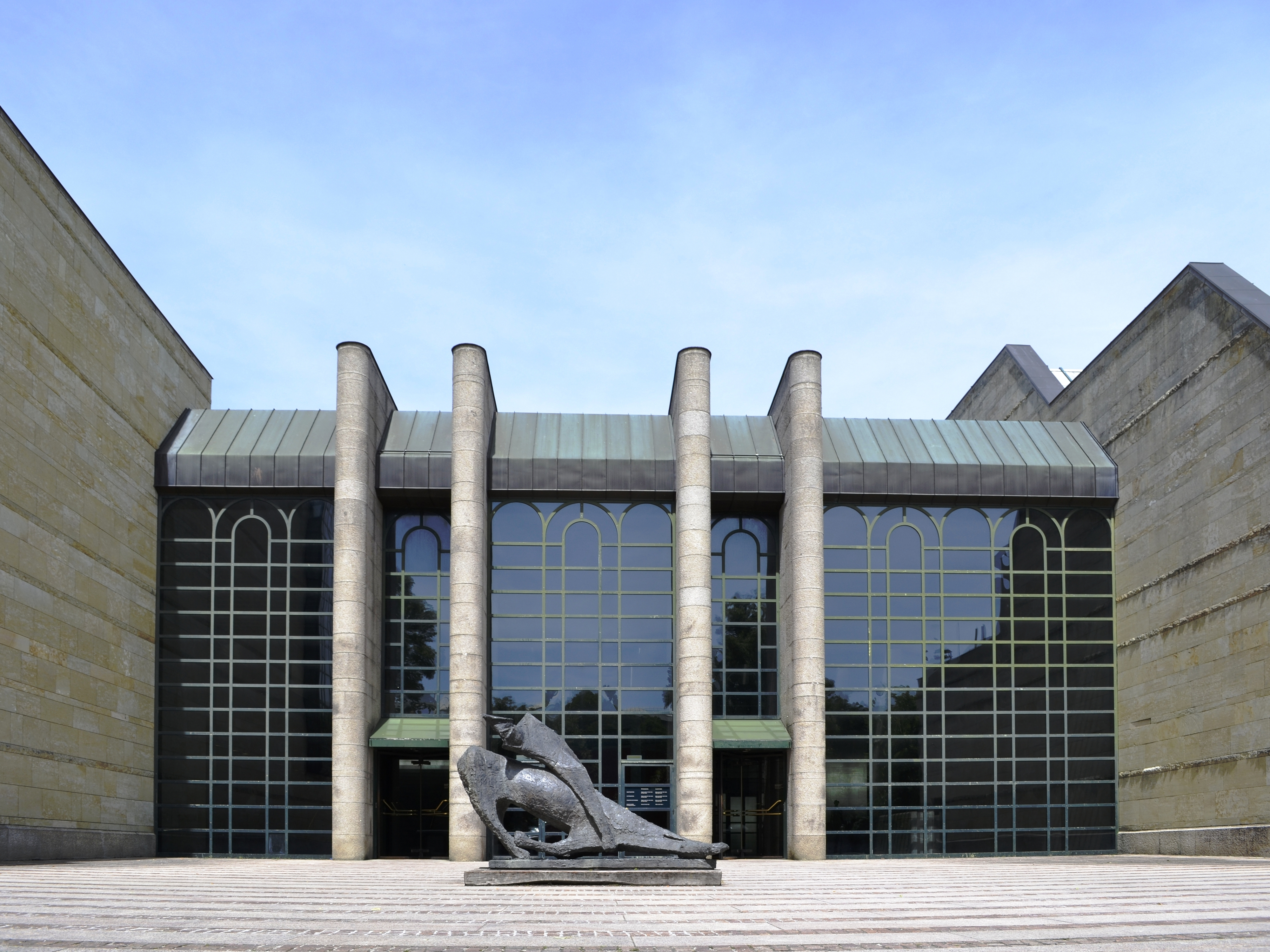
Neue Pinakothek
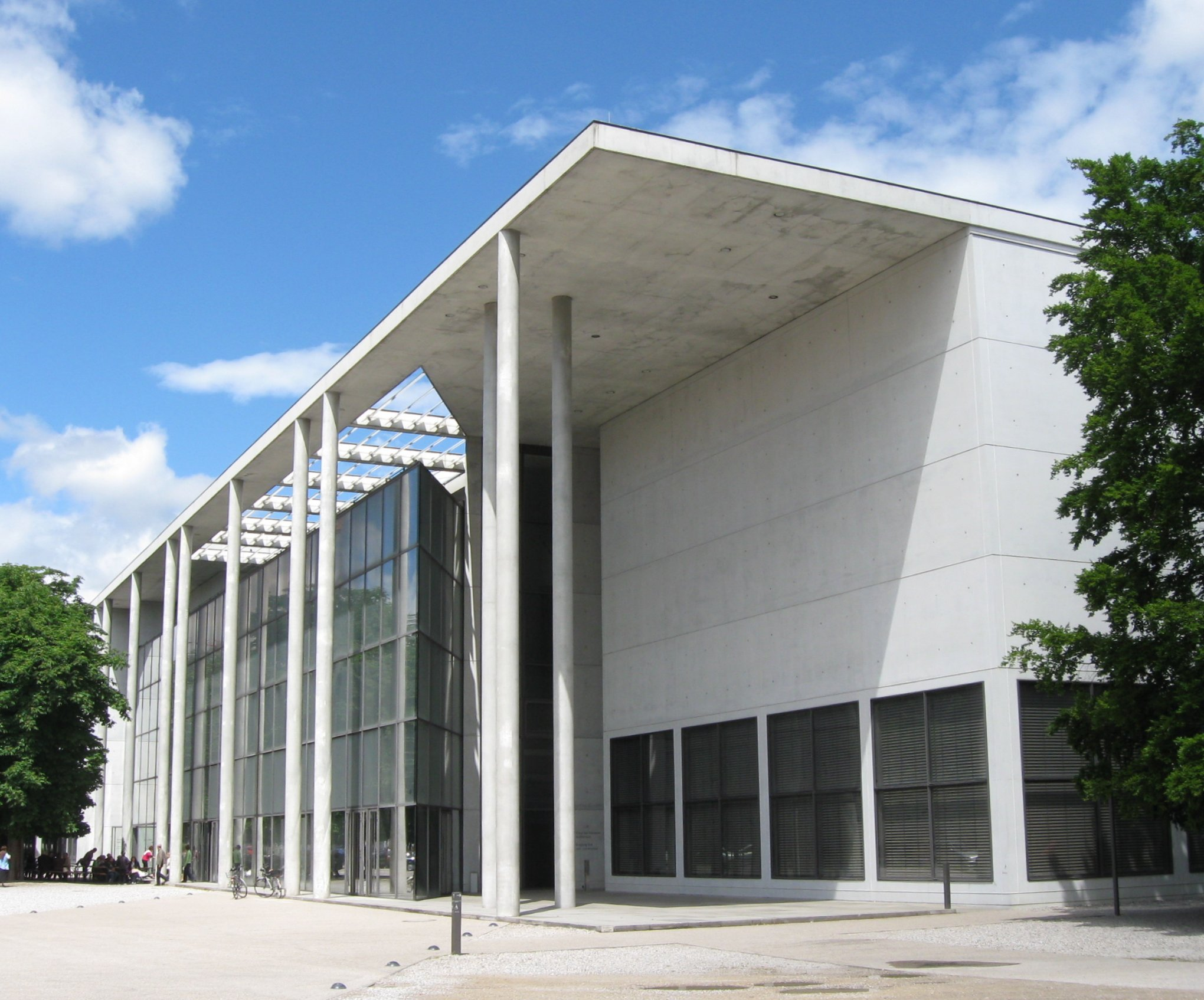
Pinakothek der Moderne
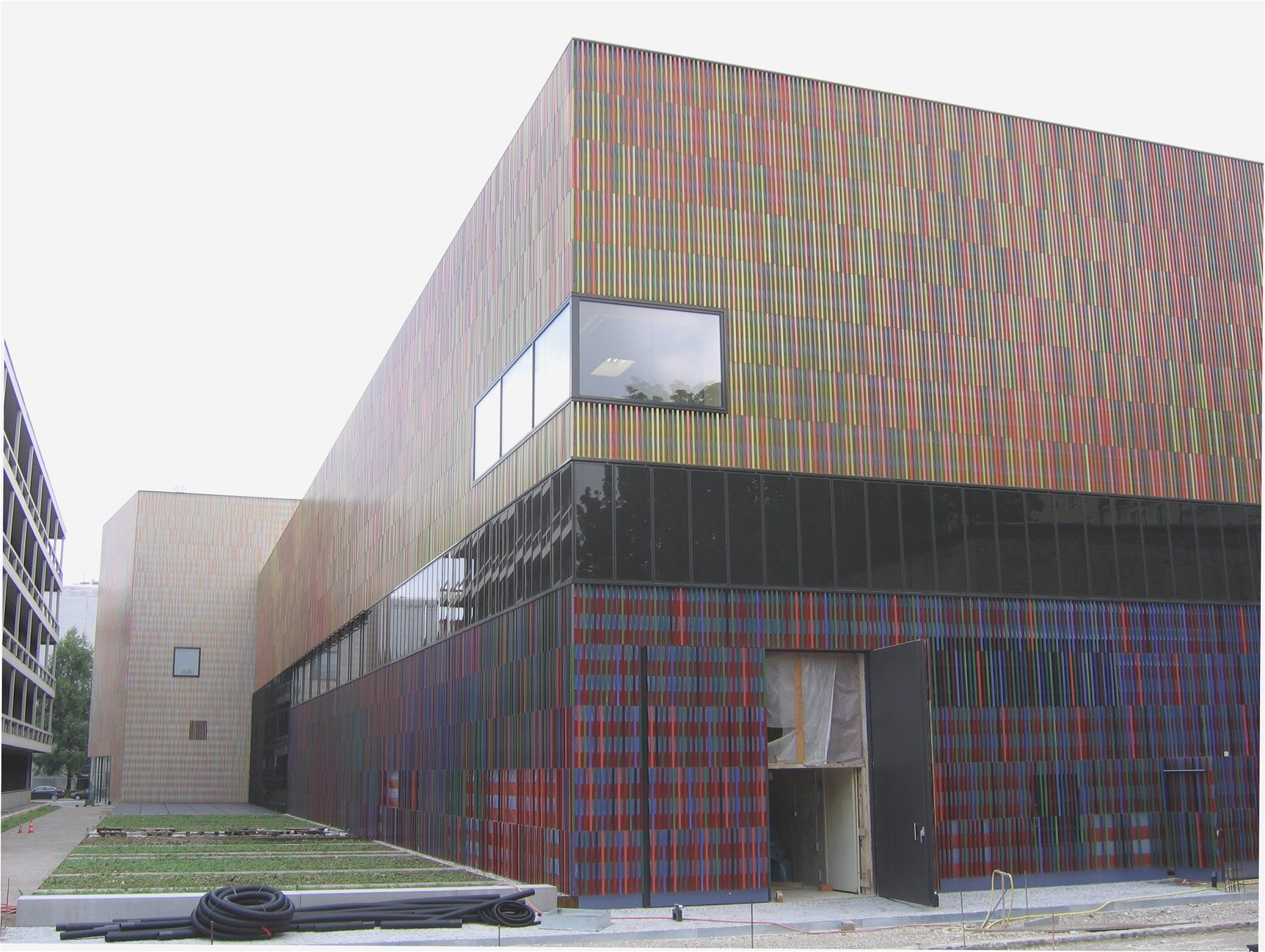
Museum Brandhorst
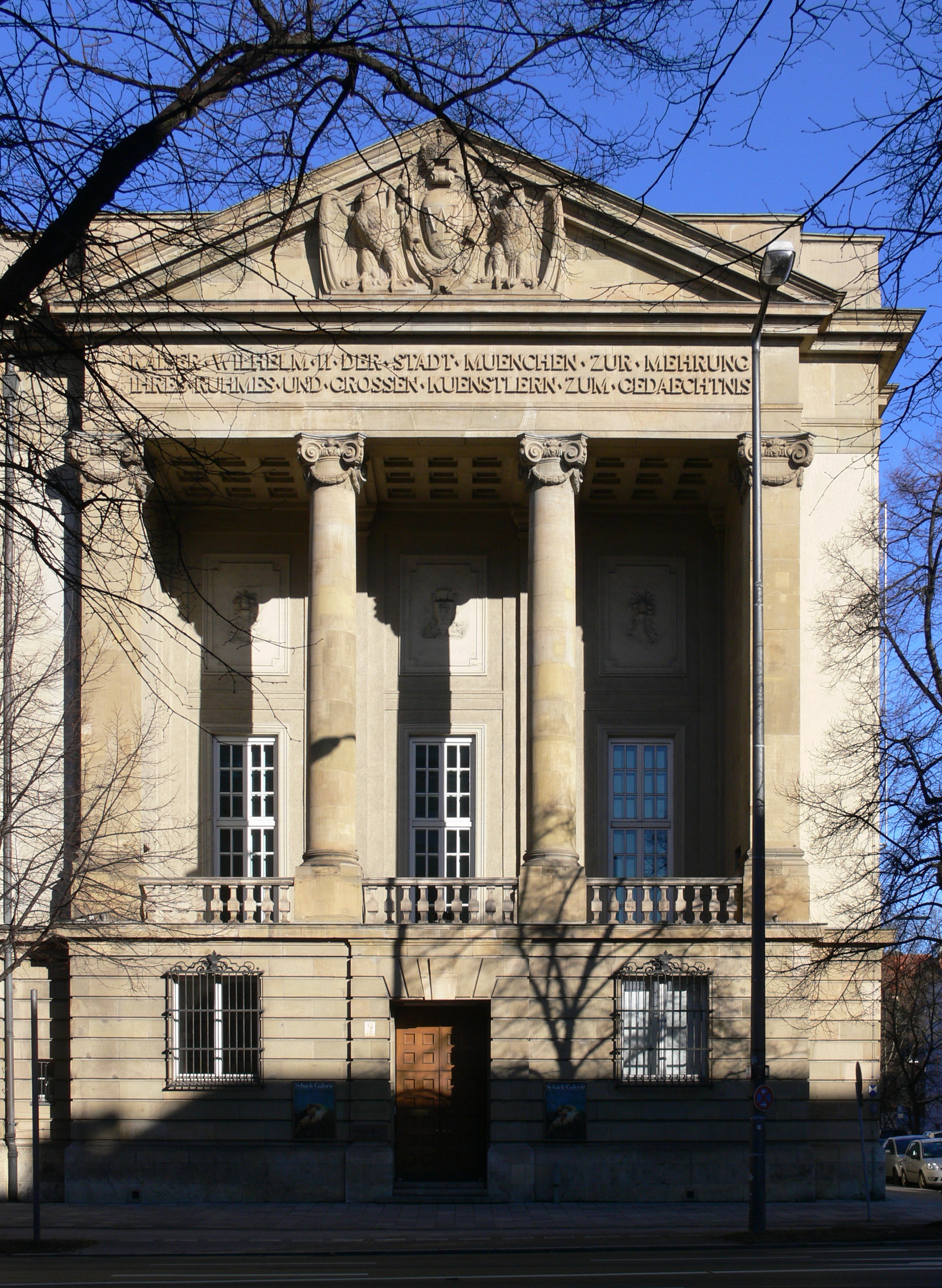
Schack-Galerie

### Pobočky v jiných městech
- Ansbach: Staatsgalerie in der Residenz
- Aschaffenburg: Staatsgalerie im Schloss Johannisburg
- Augsburg:
  - Staatsgalerie Altdeutsche Meister in der ehemaligen Katharinenkirche
  - Staatsgalerie Moderne Kunst im Glaspalast
- Bamberg: Staatsgalerie in der Neuen Residenz
- Bayreuth: Staatsgalerie im Neuen Schloss
- Burghausen: Staatsgalerie in der Burg
- Füssen: Staatsgalerie im Hohen Schloss
- Neuburg an der Donau: Staatsgalerie – Flämische Barockmalerei
- Oberschleißheim: Staatsgalerie im Neuen Schloss Schleißheim
- Ottobeuren: Staatsgalerie in der Benediktiner-Abtei
- Tegernsee: Olaf-Gulbransson-Museum im Kurpark
- Würzburg: Staatsgalerie in der Residenz

#### Budovy

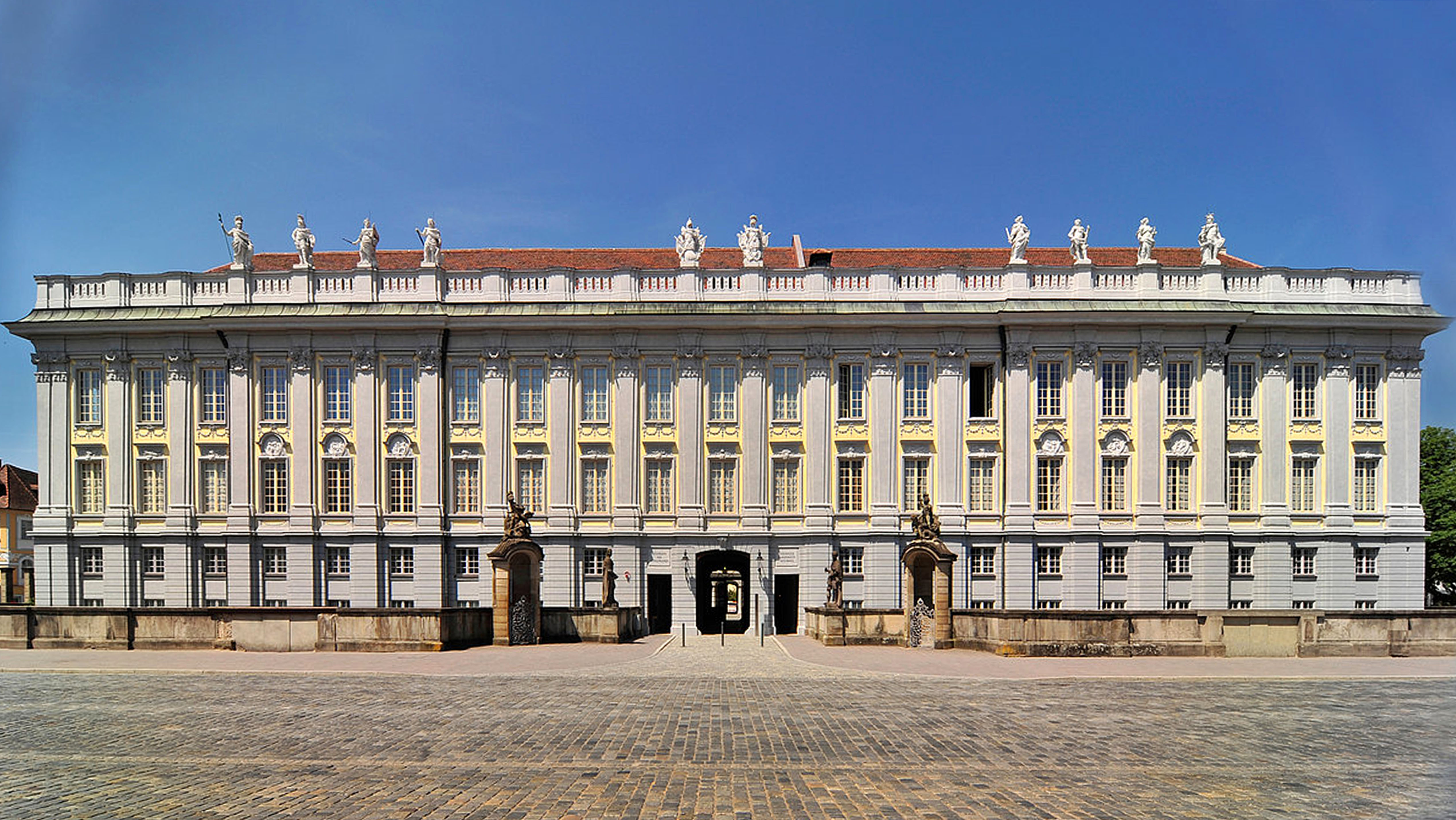
Staatsgalerie in der Residenz, Ansbach
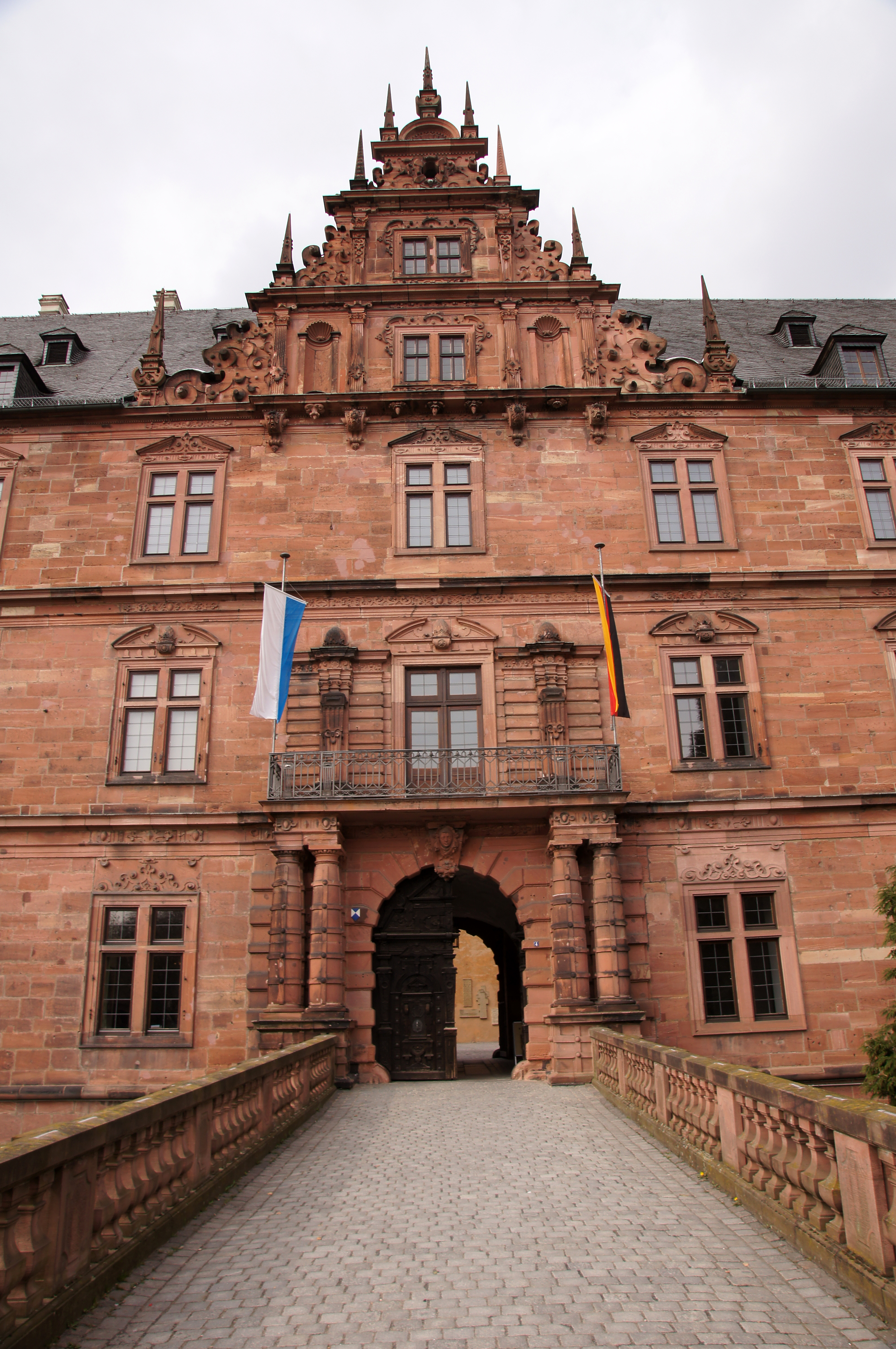
Staatsgalerie im Schloss Johannisburg, Aschaffenburg
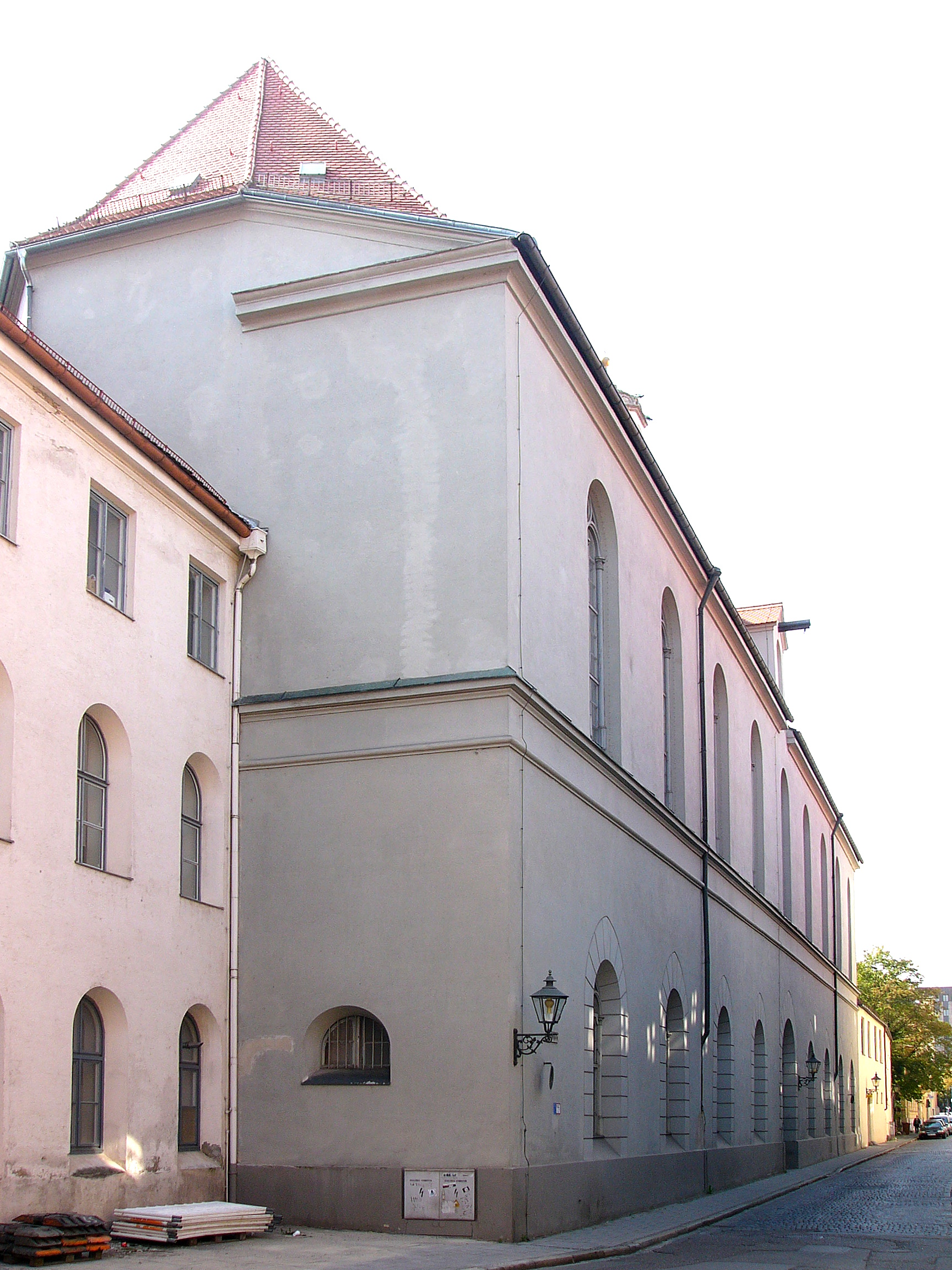
Staatsgalerie Altdeutsche Meister Augsburg
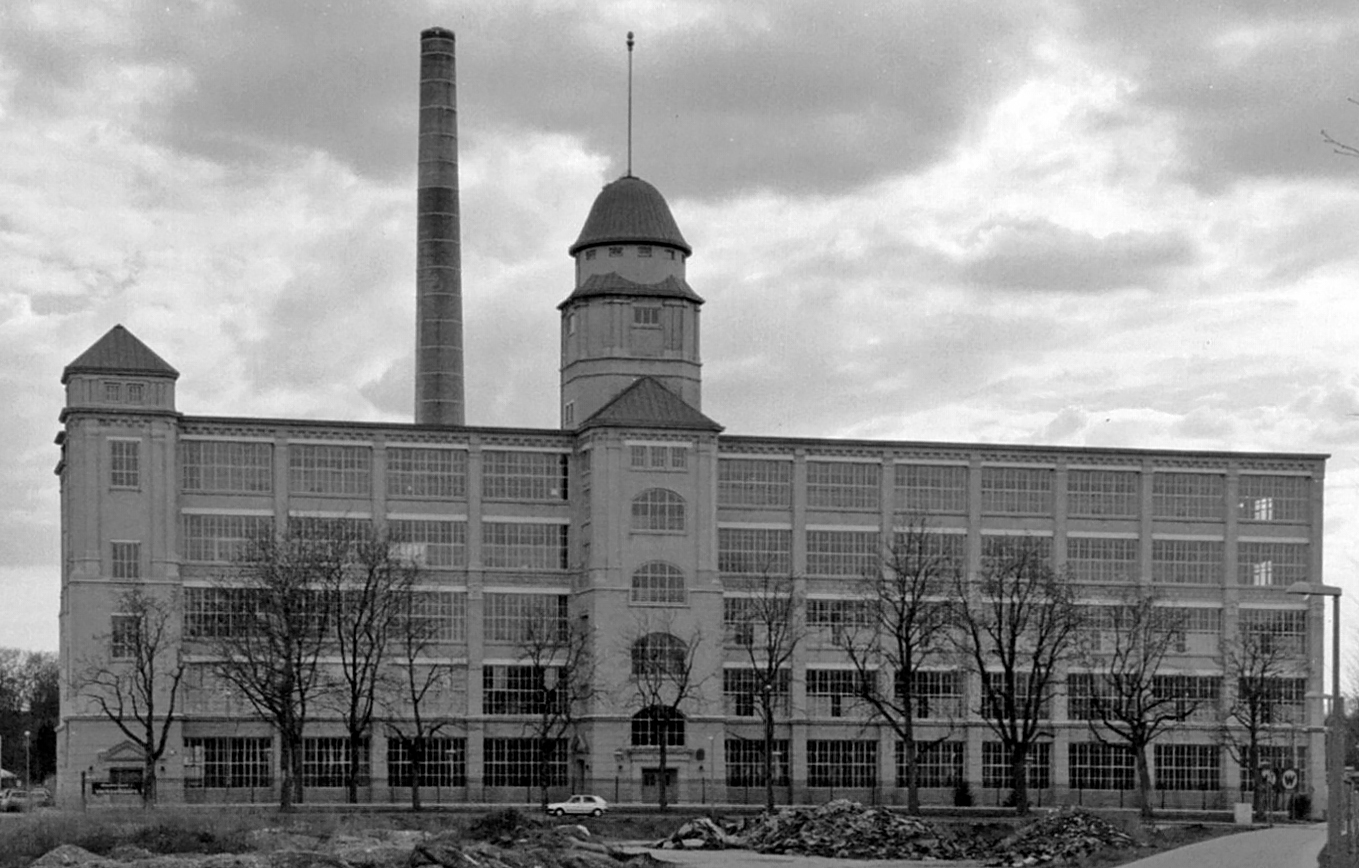
Glaspalast Augsburg
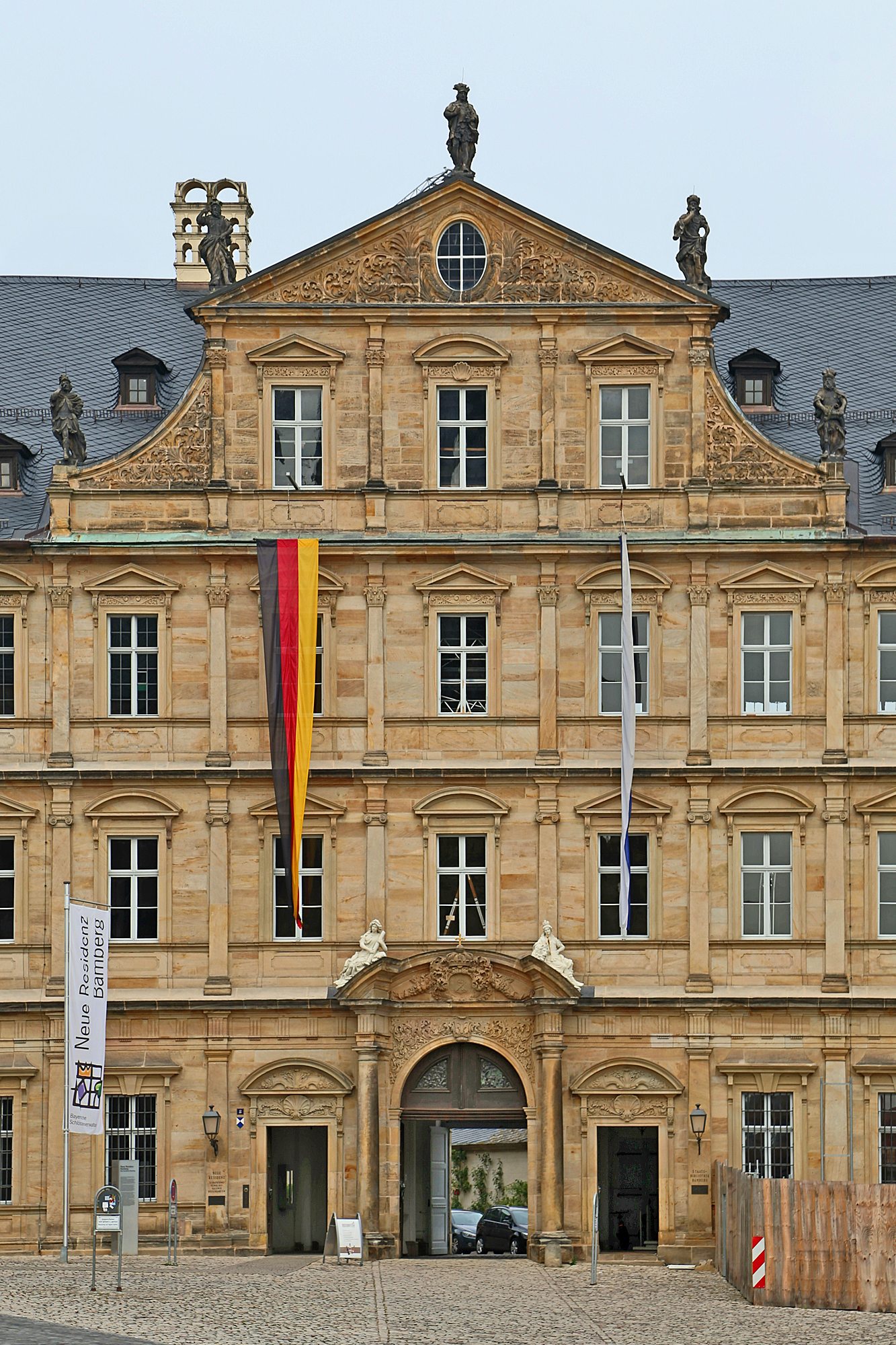
Staatsgalerie in der Neuen Residenz, Bamberg
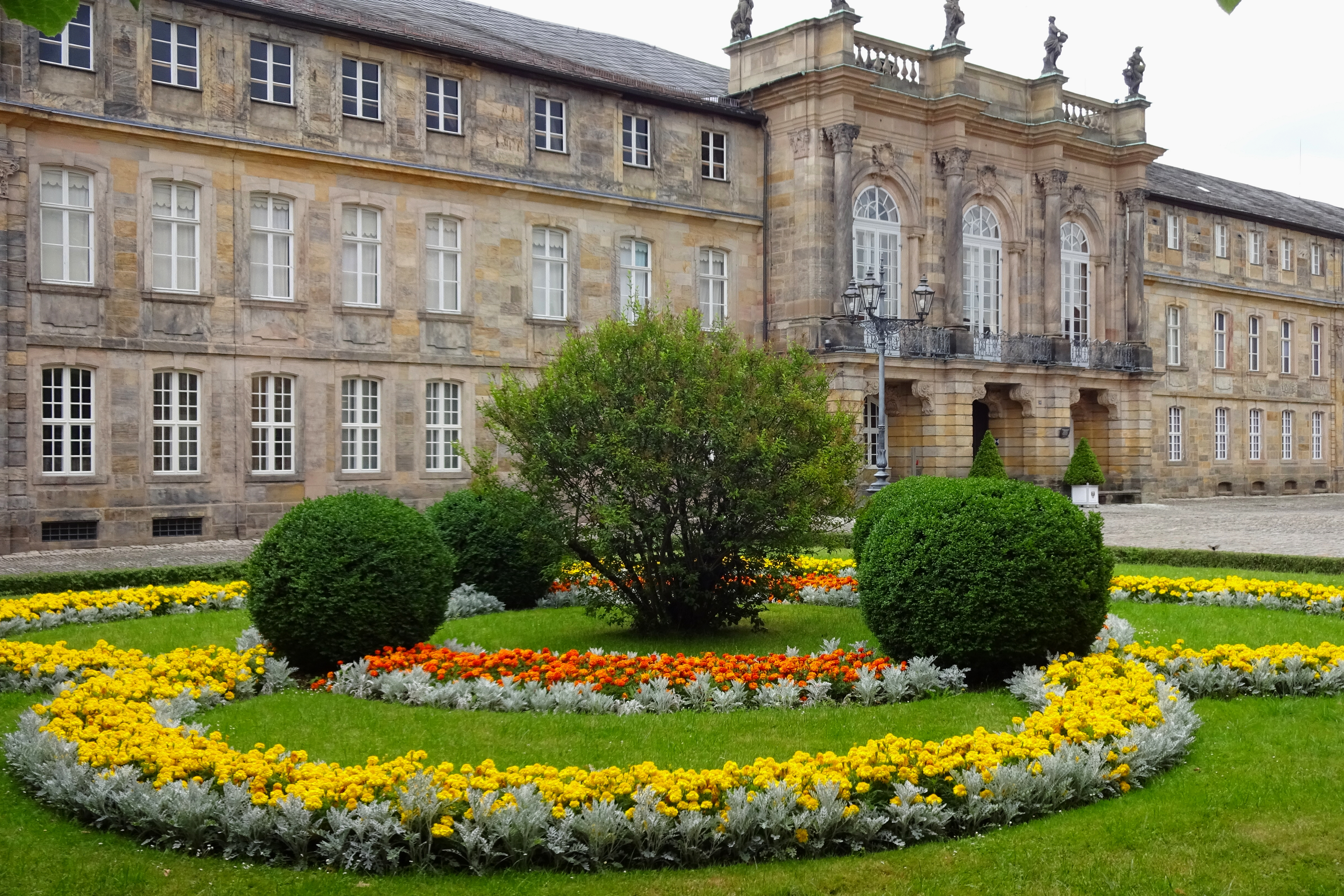
Neues Schloß, Bayreuth
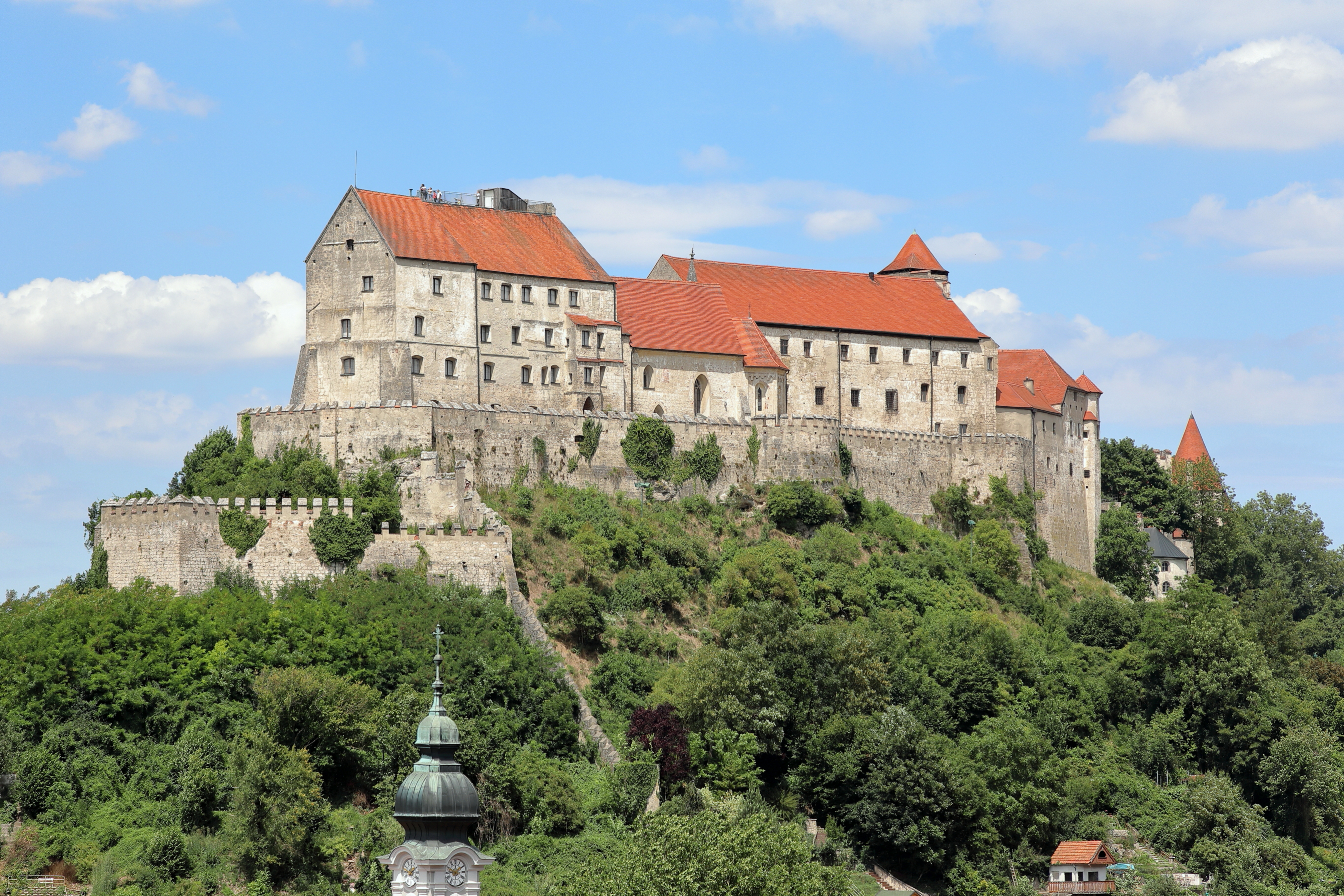
Burg Burghausen
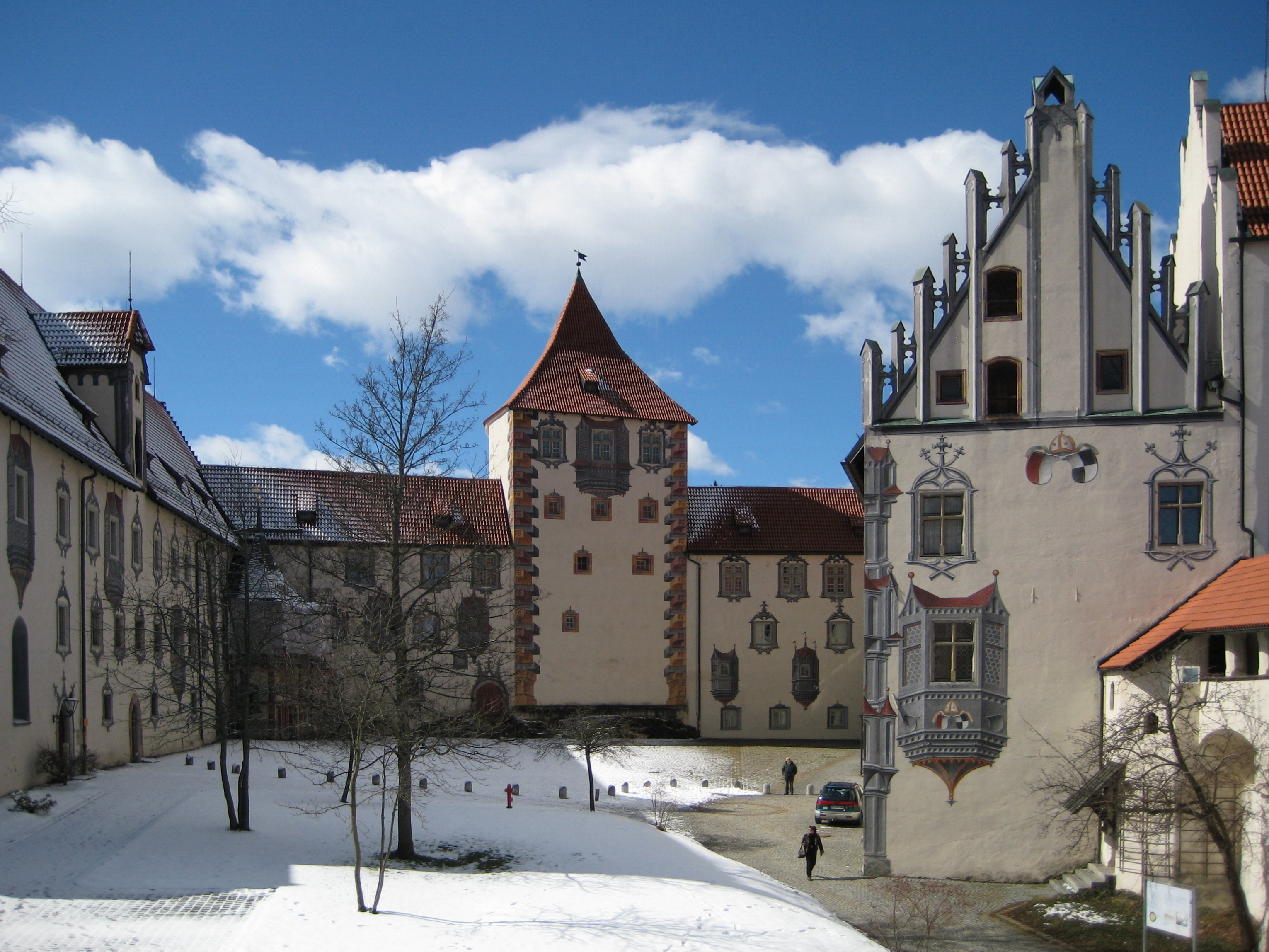
Hohes Schloss Fuessen
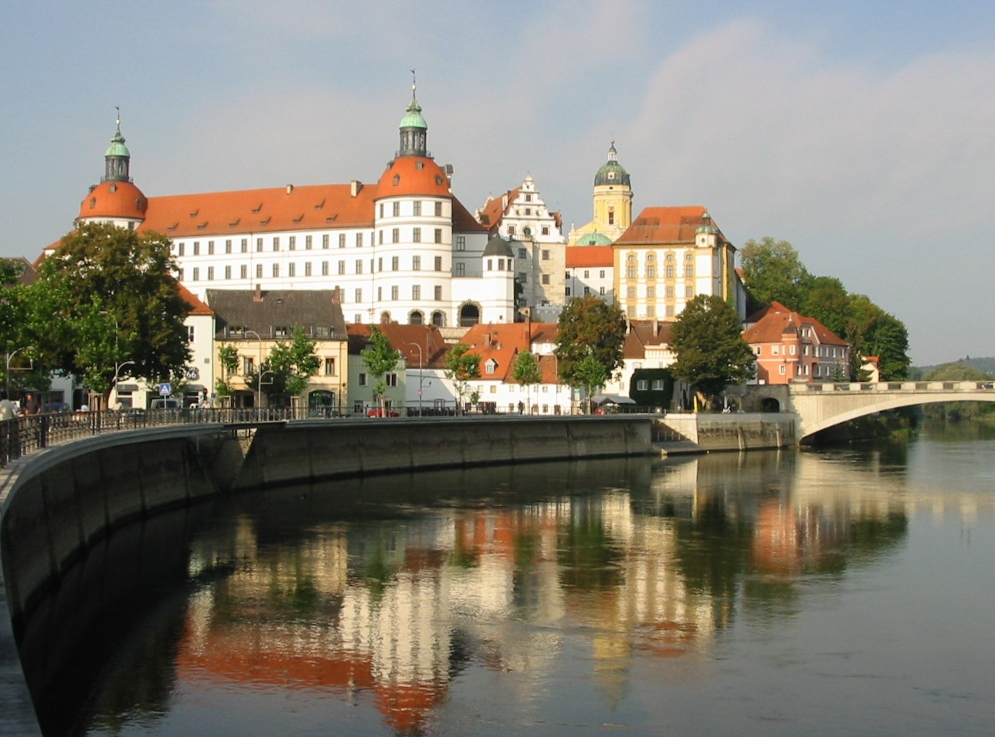
Schloss Neuburg
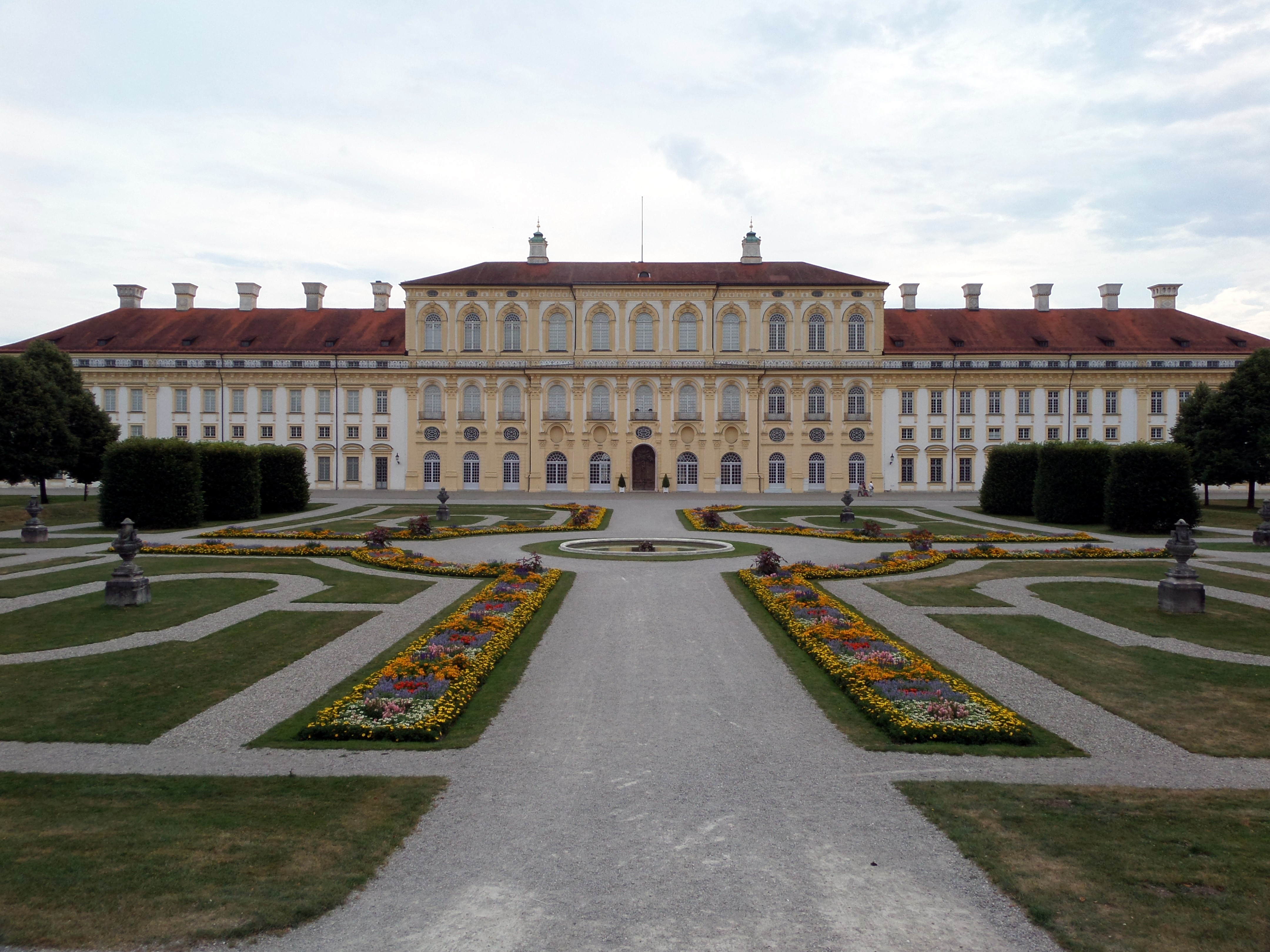
Neuen Schloss Schleißheim
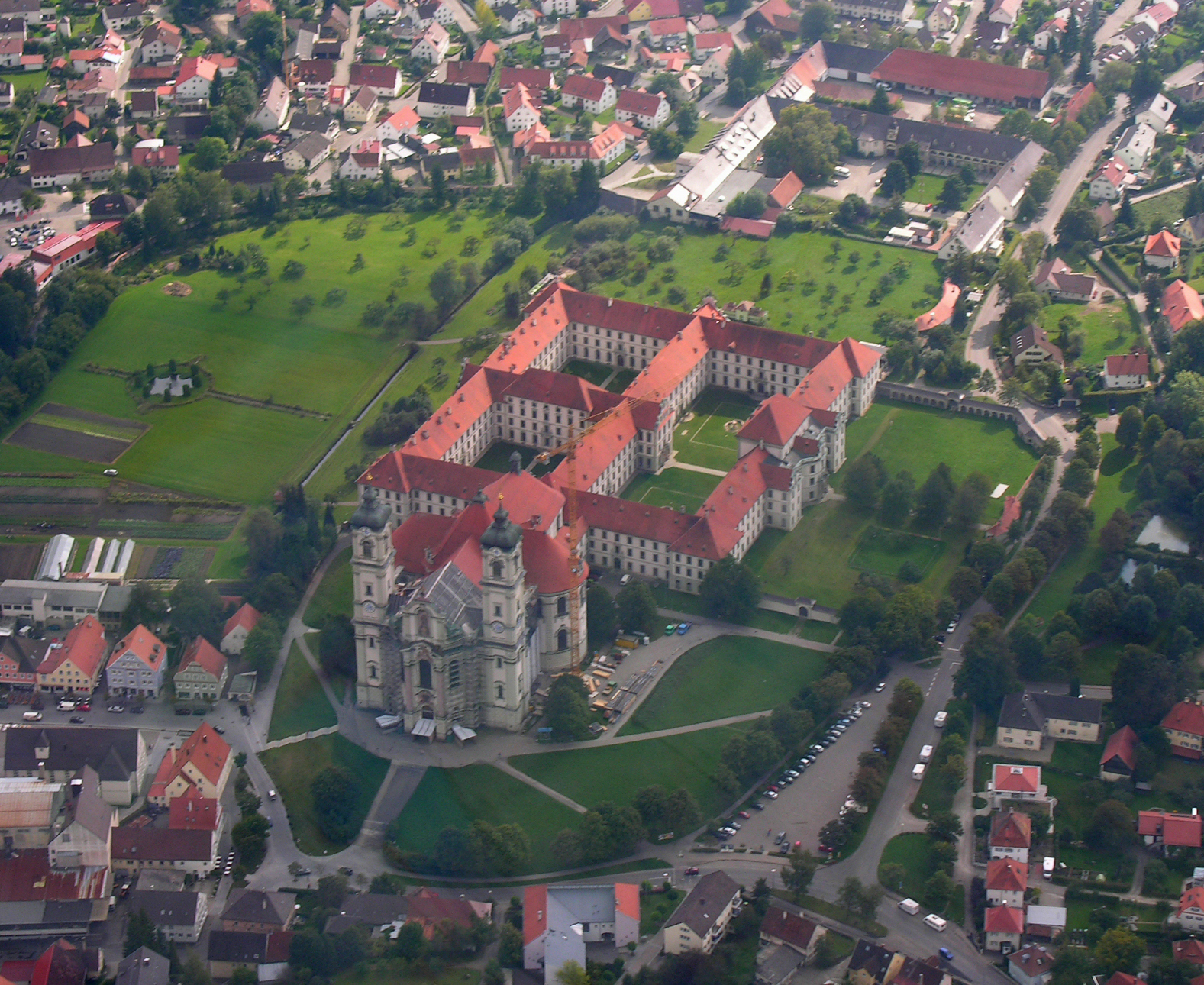
Benediktiner-Abtei Ottobeuren
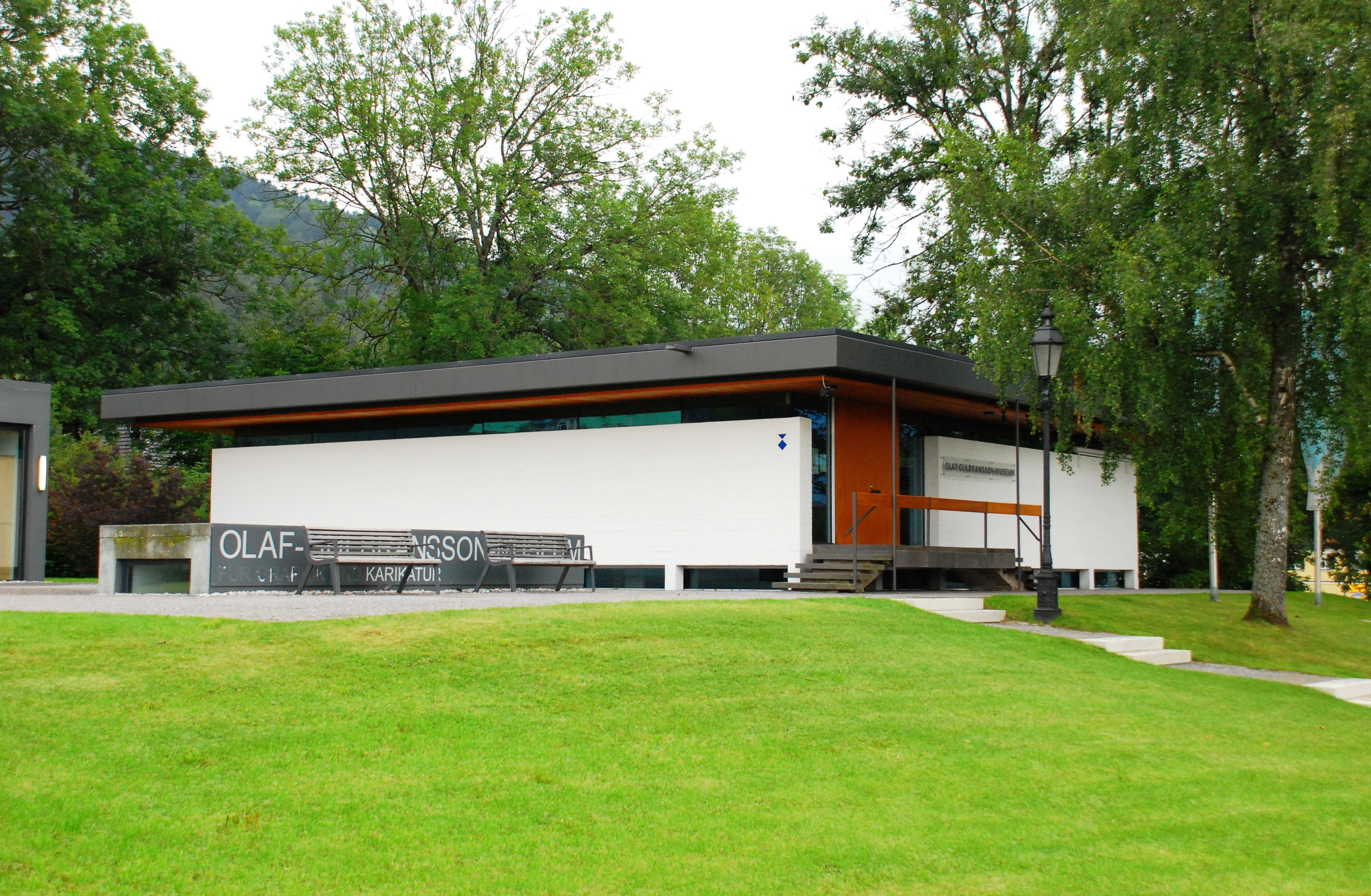
Olaf Gulbransson Museum, Tegernsee
Residenz Würzburg